# ناحية كبيسة
ناحية كبيسة هي ناحية في قضاء هيت في محافظة الأنبار في العراق مركزها مدينة كبيسة مساحتها 2428 كيلومتراً مربعاً. عدد سكانها 15197 ساكناً في سنة 2010.